# Космос-84
Космос-84 — советский военный спутник связи серии «Стрела-1». Аппарат был запущен 3 сентября 1965 года с космодрома Байконур ракета-носителем Космос вместе с ещё пятью спутниками этой серии.
Космос-84 является первым спутником оснащённым экспериментальной силовой установкой РИТЭГ «Орион-1».

## Основная задача
Спутник, как и другие спутники этой серии, предназначался для обеспечения военной и правительственной спутниковой связи между СССР и зарубежными станциями.
Спутник записывал радиосообщения от абонента в зоне видимости в бортовом запоминающем устройстве, а потом при пролёте в зоне видимости адресата передавал сигнал на Землю (то есть технология сообщения основана на принципе «почтового ящика»).

## Технология
Корпус космического аппарата состоит из двух полусфер радиусом 400 мм, на одной из них размещается выносной радиатор системы терморегулирования, а на другой — солнечная батарея кольцевого типа. Масса спутника составляет 75 кг.
На борту был впервые среди космический аппаратов размещён радиоизотопный термоэлектрический генератор (РИТЭГ) «Орион-1». Он содержал распадающийся изотоп полоний-210. В результате распада элемента выделяется тепло, которое переходит в электрическую энергию мощностью 20 Вт. Вес устройства 14,8 кг, срок работы — 4 месяца.
РИТЭГ во время миссии показал себя хорошо, но широкого распространения в космосе не получил. Тем не менее в некоторых миссиях и проектах, где солнечные батареи менее эффективны, используется.